# Dalea trifoliata
Dalea trifoliata är en ärtväxtart som beskrevs av Joseph Gerhard Zuccarini. Dalea trifoliata ingår i släktet Dalea, och familjen ärtväxter. Inga underarter finns listade i Catalogue of Life.